# Kraftwerk Murfall
Das Kraftwerk Murfall (Murfallkraftwerk) ist ein Tages- und Wochenspeicherkraftwerk bei Muhr im Land Salzburg und Bestandteil der Kraftwerksgruppe Lungau der Salzburg AG für Energie, Verkehr und Telekommunikation. Das Kraftwerk Murfall war der Ausgangspunkt einer flächendeckenden Stromversorgung für den Lungau.

## Geschichte
1919 wurde von einigen Gemeinden des Salzburger Lungaus gemeinsam mit dem Land Salzburg eine gemeinwirtschaftliche Elektrizitätsgesellschaft gegründet mit dem Ziel, an der Mur ein Elektrizitätswerk zur Stromerzeugung zu errichten.
Aus Kostengründen musste jene Variante fallen gelassen werden, bei der etwa 300 Meter flussaufwärts der jetzigen Wehrstelle ein Staubecken gebaut worden wäre. Realisiert wurde nach dem Genehmigungsverfahren ab August 1919 eine kostengünstigere Variante.
Errichtet wurde eine Wehranlage aus Beton, die das Wasser der Mur zunächst in einen 93 Meter langen Freispiegelstollen mit einem Querschnitt von 1,5 Meter mal 1,8 Meter und anschließend in eine 120 Meter lange Druckrohrleitung mit 40 Zentimeter lichter Weite leitete, wobei eine Biegung des Flusslaufes abgeschnitten und ein Höhenunterschied von 68 Metern erzielt wurde. Während dieser Bauarbeiten wurde die Mur in einen eigens errichteten Umgehungsgraben am linken Ufer verlegt.
Als Übergang zwischen den Stollen und der Druckrohrleitung wurde ein Wasserschloss errichtet, deren Konstruktion es erlaubte, später eine zweite Druckrohrleitung für die Speisung einer zweiten Turbine zu errichten, ohne den Betrieb des Murfallkraftwerks zu beeinträchtigen.
Um die Arbeiten am Krafthaus unterhalb der letzten Stufe des Murfalls zu ermöglichen, wurde eine acht Meter hohe Schutzwand gegen den Sprühnebel des Wasserfalls errichtet.
Da die Verantwortlichen während der Wintermonate eine – tatsächlich auch eingetretene – Erhöhung der Löhne befürchtete, wurde das Dach des künftigen Krafthauses mit 108 Quadratmetern Grundfläche lagerichtig auf provisorischen Holzstützen errichtet und gedeckt. An der Stützkonstruktion wurde eine Außenwand angebracht, so dass in der nun eingehausten und beheizbaren Baustelle unabhängig von der Wetterlage das Krafthaus errichtet werden konnte.
Errichtet wurde das Kraftwerk Murfall nach Plänen des Salzburger Zivilingenieurbüros A. Buchleitner und K. Krieger, welches auch die Bauleitung überhatte, von der Leobener Zweigstelle der Baufirma Pittel+Brausewetter. Von der Maschinenfabrik Andritz stammte die Turbinenanlage und die elektrische Ausstattung von der Gesellschaft für elektrische Industrie A.-G. Neben der Kraftwerksanlage wurde auch eine 47 Kilometer lange Fernleitung errichtet.
Die Inbetriebnahme erfolgte 1922. Erweiterungen erfolgten 1931, 1942 und 1949.
1942 wurde der bei den ursprünglichen Planungen bereits vorgesehene zweite Maschinensatz mit einer weiteren Francis-Turbine installiert, wodurch die Leistung des Kraftwerks von ursprünglich 260 auf 780 Kilowatt gesteigert werden konnte.
Der besseren Anpassbarkeit des Kraftwerks an den tatsächlichen Strombedarf wegen wurde 1949 der sogenannte Öllschützenspeicher errichtet.
In den 1990er Jahren erfolgte eine Modernisierung der elektrischen und der mechanischen Anlagenteile.

## Kraftwerksgruppe Lungau

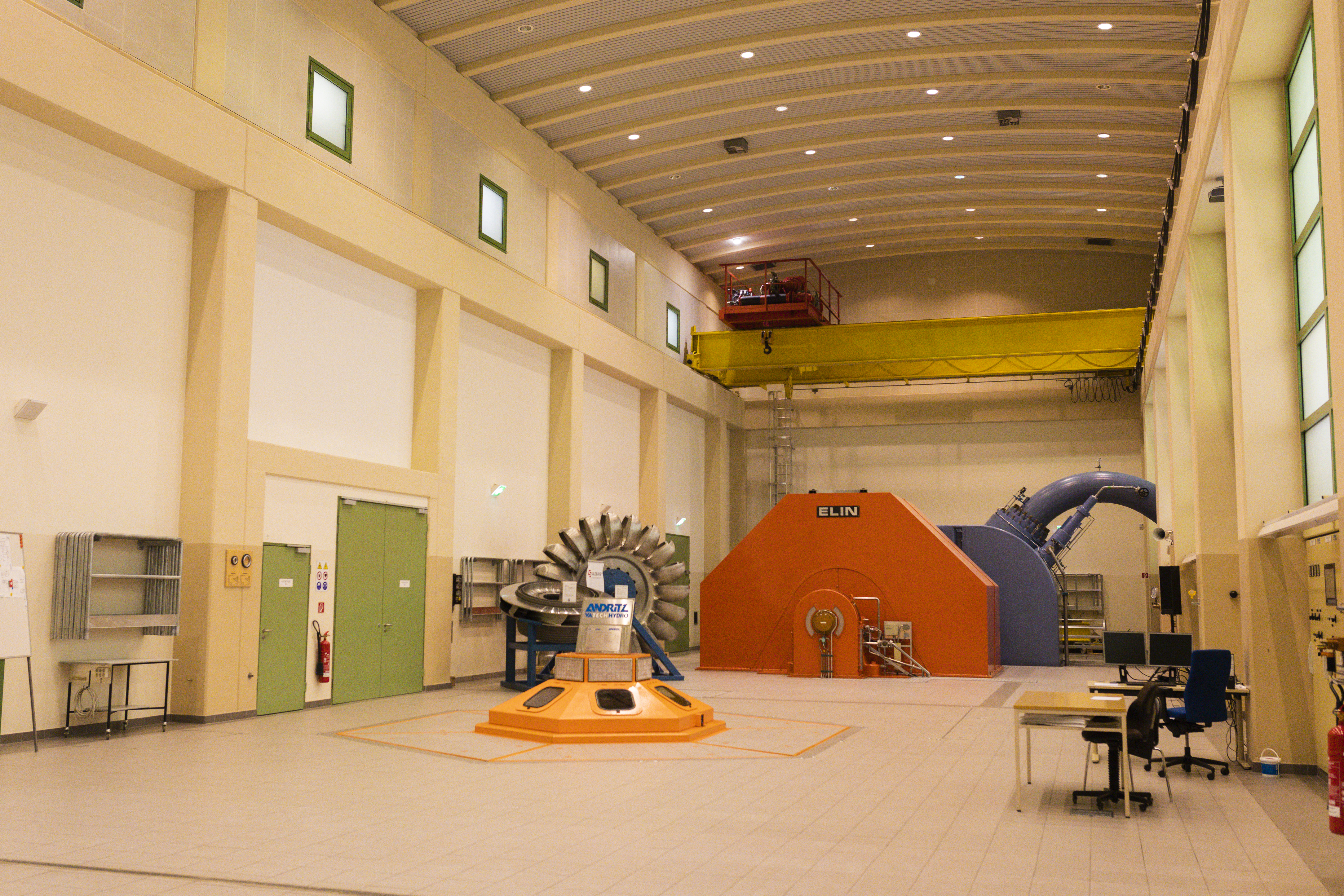
Kavernenkraftwerk Hintermuhr 2020

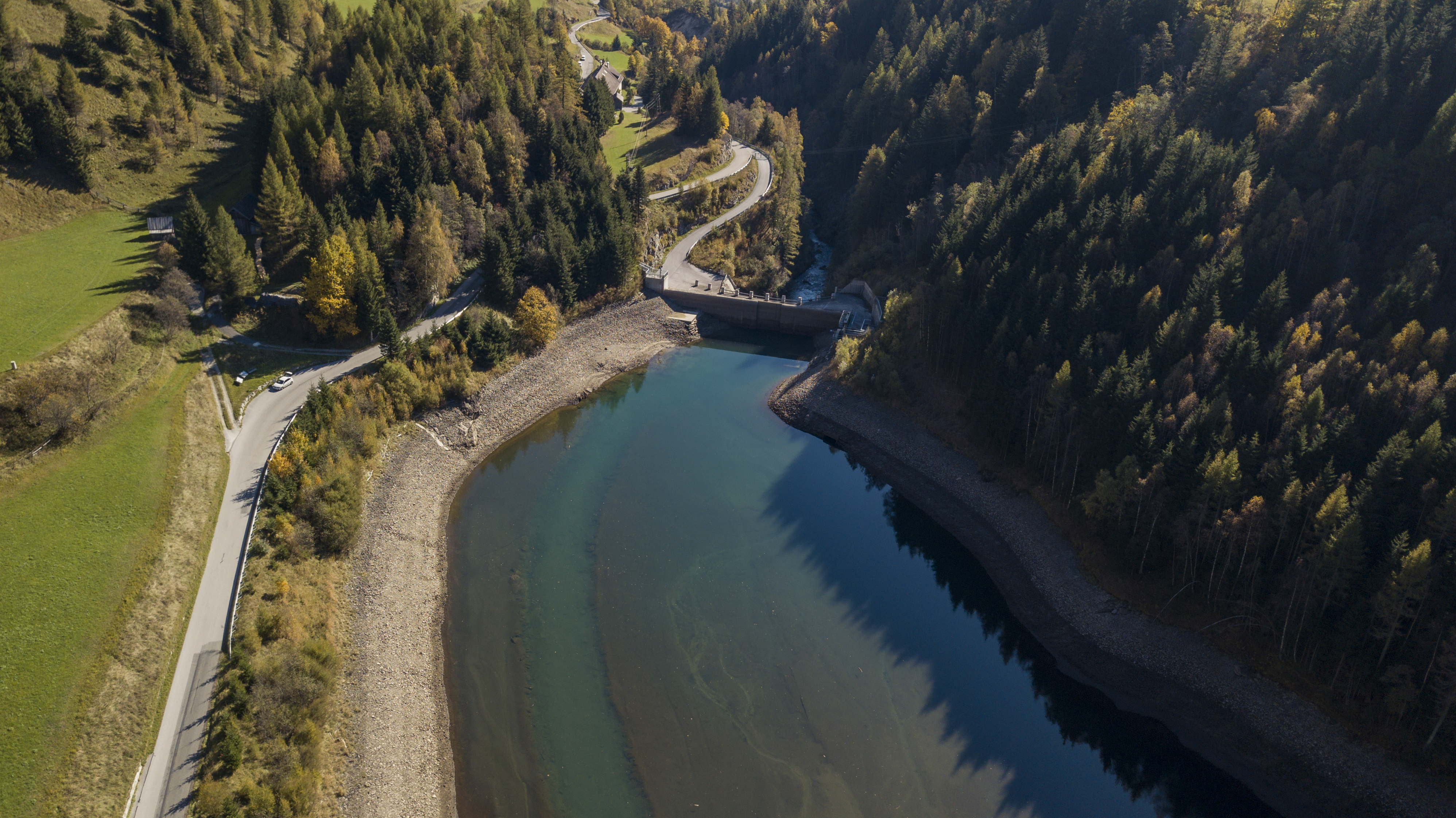
Öllschützenspeicher 2018

Die Kraftwerksgruppe Lungau der Salzburg AG für Energie, Verkehr und Telekommunikation besteht aus den im Gemeindegebiet von Muhr gelegenen Kraftwerken
- Murfall
- das etwas ältere Kraftwerk Rotgülden das jetzt den Plölitzen Speicher nutzt
- das neue Kavernenkraftwerk (Hinter-)Muhr, das den unteren Rotgüldensee und den Altenbergbach nutzt, sowie den unter dem Rotgüldensee gelegenen Öllschützenspeicher
- das Kraftwerk Zederhaus auf dem Gemeindegebiet von Zederhaus

Der eigentlich für das Kraftwerk Murfall errichtete Öllschützenspeicher dient dem Kavernenkraftwerk Hintermuhr seit dessen Umbau zu einem Pumpspeicherkraftwerk als Tagesspeicher. Zu diesem Zweck wurde das Fassungsvermögen vergrößert.